# Fresnay-le-Gilmert
Fresnay-le-Gilmert – miejscowość i gmina we Francji, w Regionie Centralnym, w departamencie Eure-et-Loir.
Według danych na rok 1990 gminę zamieszkiwały 172 osoby, a gęstość zaludnienia wynosiła 29 osób/km² (wśród 1842 gmin Regionu Centralnego Fresnay-le-Gilmert plasuje się na 966. miejscu pod względem liczby ludności, natomiast pod względem powierzchni na miejscu 1330.).